# Dichotomius latistriatus
Dichotomius latistriatus là một loài bọ cánh cứng trong họ Bọ hung (Scarabaeidae).